# 2-я бронетанковая бригада 1-й бронетанковой дивизии
2-я бригада 1-й бронетанковой дивизии (англ. 2nd Brigade Combat Team, 1st Armored Division) — тактическое соединение Армии США в составе 1-й бронетанковой дивизии.
Сокращённое наименование в английском языке — 2 ABCT, 1 AD, 2-1 AD.
Пункт постоянной дислокации — Форт-Блисс (Эль-Пасо), штат Техас.

## История
2-я бригада 1-й бронетанковой дивизии является одной из самых универсальных, развёртываемых и успешных бригад в армии США. За свою более чем 75-летнюю историю бригада сражалась на нескольких театрах военных действий и одерживала победы в разных странах — от Северной Африки до Ирака.
Впервые организованная как боевое командование «Б» 1-й бронетанковой дивизии (Combat Command B, 1st Armored Division) 5 апреля 1942 года в Форт-Ноксе, штат Кентукки, бригада возглавляла усилия союзников в Северной Африке во время Второй мировой войны. После захвата портового города Оран в ноябре 1942 года в ходе операции «Факел» 2-я бригада вступила в бой с силами Оси на перевале Кассерин и в Бизерте. Пройдя через суровые бои и понеся большие потери, 2-я бригада 1-й бронетанковой дивизии превратилась в ветеранскую силу, которая помогла разгромить Африканский корпус под командованием Эрвина Роммеля. После завершения кампании 2-я бригада и 1-я бронетанковая дивизия были реорганизованы и переброшены в Италию.
Весной 1944 года 2-я бригада воевала в составе VI корпуса, основной ударной группировки, 5-й армии США в Италии на плацдарме Анцио во время операции «Шингл». Прорвав немецкую береговую оборону, 1-я бронетанковая дивизия сражалась с укреплёнными позициями в Монте-Кассино, прежде чем в конечном счете прорвать последний оборонительный рубеж Оси под кодовым названием «Готская линия». После войны бригада некоторое время служила в Баварии и была выведена из строя 9 апреля 1946 года в Кэмп-Килмер, штат Нью-Джерси, вместе с остальной частью 1-й бронетанковой дивизии.
В 1962 году армия США развернула 2-ю бригаду в Форт-Худе (Киллин (Техас)) штат Техас, переименовав подразделение из боевого командования «Б» в штаб и штабную роту 2-й бригады 1-й бронетанковой дивизии.
Осенью 1962 года бригада была мобилизована в Форт-Стюарт, штат Джорджия, в ответ на Кубинский ракетный кризис. Подразделение участвовало в шестинедельных десантных учениях вдоль побережья Джорджии и Флориды. Президент Джон Ф. Кеннеди лично посетил 2-ю бригаду и поблагодарил их за «нынешние действия» перед лицом невзгод, далее заявив, что «свобода и [их] работа [были] тесно переплетены».
В 1971 году 2-я бригада перебазировалась в Баумхольдер, Германия, чтобы защитить Западную Европу от угрозы советского вторжения. В 1985 году 2-я бригада 1-й бронетанковой дивизии получила прозвище «Железная бригада» в честь одноимённой бригады времен Гражданской войны, чья железная решимость сыграла важную роль в битвах при Булл-Ран, у Южной Горы и Геттисберге.
В конце холодной войны возникли новые угрозы и 2-я бригада была развёрнута ещё раз, на этот раз в ответ на конфликт в Персидском заливе 1990 года. После кульминации воздушной кампании операции «Буря в пустыне» в 1991 году 2-я бригада вошла в южный Ирак вместе с VII корпусом армии США.
2-я бригада вместе с 3-й бронетанковой дивизией вступила в бой и уничтожила остатки иракских дивизий «Тавакална» и «Аднан» к востоку от Бусайи в провинции Мутанна. Продвинувшись вперед, чтобы атаковать западный фланг иракцев, 2-я бригада получила артиллерийский огонь от иракской дивизии «Медина» и контратаковала. 2-я бригада уничтожила артиллерийские батареи и продолжила наступление, в конечном счете уничтожив ещё 61 танк и 34 бронетранспортёра менее чем за один час.
После «Бури в пустыне» 2-я бригада проводила операции по обеспечению безопасности в ответ на конфликт на Балканах. С 1995 по 2000 год бригада способствовала укреплению стабильности в Северной Македонии, Боснии и Герцеговине, Албании и Косово. После успешных операций по наведению мостов, мирных переговоров и передачи ответственности бригада передислоцировалась и подготовилась к будущим операциям.
В апреле 2003 года 2-я бригада была развёрнута в Ираке в поддержку операции «Иракская свобода», где подразделение отвечало за два из 11 районов Багдада, район, который включал оба берега реки Тигр и в котором проживало около 700 000 человек. Бригада поддерживала переход Ирака от баасистского режима к демократическому правительству.
2-я бригада вернулась в Ирак в 2005 году, действуя в городе Рамади. Солдаты помогали иракским силам безопасности в их борьбе с «Аль-Каидой» во время иракского мятежа. Бригада также проводила операции по обеспечению безопасности и оказывала поддержку местному населению перед передислокацией.
Через три года бригада снова была развёрнута в Ираке, на этот раз отвечая за южную часть Багдада. 2-я бригада провела две операции по оказанию помощи на местах и передислоцировалась, в результате чего общее время пребывания подразделения в Ираке составило более 42 месяцев.
В 2011 году армия Соединённых Штатов поручила 2-й бригаде оценить и внедрить новые технологии в рамках программы оценки сетевой интеграции, и 2-я бригада перебазировалась из Германии в Форт-Блисс, штат Техас. Солдаты 2-й бригады влияли на решения о закупках и размещении на местах на национальном уровне, отрабатывая боевые сценарии в Уайт-Сэндс (Нью-Мексико) и Форт-Блисс. 
В январе 2017 года бригада перешла под командование FORSCOM. С момента перехода 2-я бригада поддерживала региональные миссии CENTCOM, включая операции «Спартанский щит» и «Непоколебимая решимость» в Ираке и Сирии.

## Боевая слава
Вторая мировая война:
- Algeria-French Morocco (с наконечником стрелы)
- Tunisia
- Naples-Foggia
- Anzio
- Rome-Arno
- North Apennines
- Po Valley

Юго-Западная Азия:
- Defense of Saudi Arabia
- Liberation and Defense of Kuwait
- Cease-Fire

Война против терроризма:
- Global War on Terrorism[1]

## Награды
Награды 2-й бригады включают:
- Президентское отличие подразделению, Операция «Буря в пустыне», 1991
- Награда воинской части (подразделению) за доблесть, «Буря в пустыне», 1991
- Награда за исключительную службу, Балканы, 1995—1996
- Похвальная благодарность армейской воинской части, Юго-Западная Азия, 2005—2006
- Похвальная благодарность армейской воинской части, Ирак, 2008—2009
- Похвальная благодарность армейской воинской части, Операция «Непоколебимая решимость», 2017—2018[1]